# FC Turnov
FC Turnov (pełna nazwa: Football Club Turnov) – czeski klub piłkarski z siedzibą w mieście Turnov, działający w latach 1902–1998, grający w niegdyś w drugiej lidze czeskiej.

## Historia
Klub został założony w 1902 roku. Za czasów istnienia Czechosłowacji największym sukcesem klubu była gra w trzeciej lidze czechosłowackiej. Grał w niej w latach 1970-1976, 1977-1987 i 1990-1993. Po rozpadzie Czechosłowacji grał w drugiej lidze czeskiej. W sezonie 1996/1997 spadł do Českej fotbalovej ligi. W 1998 roku został rozwiązany.

## Historyczne nazwy
- 1902 – SK Turnov (Sportovní klub Turnov)
- 1953 – DSO Slavoj Turnov (Dobrovolná sportovní organizace Slavoj Turnov)
- 19?? – TJ Slavoj Český ráj Turnov (Tělovýchovná jednota Slavoj Český ráj Turnov)
- 1968 – SK Turnov (Sportovní klub Turnov)
- 1973 – TJ Turnov (Tělovýchovná jednota Turnov)
- 1974 – TJ Sklostroj Turnov (Tělovýchovná jednota Sklostroj Turnov)
- 1981 – TJ Turnov (Tělovýchovná jednota Turnov)
- 1985 – TJ Agro Turnov (Tělovýchovná jednota Agro Turnov)
- 1993 – FK Český ráj Turnov (Fotbalový klub Český ráj Turnov)
- 1996 – FC Turnov (Football Club Turnov)
- 1998 – fuzja ze Slovanem Liberec, w wyniku czego klub zmienił nazwę na FC Slovan Liberec B
- 1998 – rozwiązanie